# Juan Ignacio Zoido
Juan Ignacio Zoido Álvarez (Montellano, Sevilla, 21 de enero de 1957) es un magistrado y político español del Partido Popular, ministro del Interior de España hasta el 7 de junio de 2018 y diputado en el Congreso de los Diputados de España por Sevilla. Fue alcalde de Sevilla entre 2011 y 2015, parlamentario andaluz entre el 9 de marzo de 2008 y el 27 de septiembre de 2014, y presidente del PP de Andalucía entre el 14 de julio de 2012 y el 1 de marzo de 2014. El 27 de octubre de 2017, en virtud del artículo 155 de la Constitución Española asumió la cartera de Consejero de Interior de la Generalidad de Cataluña. Actualmente ocupa el cargo de presidente del Comité Electoral del Partido Popular.

## Origen y formación
Su padre, Florentino Zoido Risco, poseía un obrador en Fregenal de la Sierra, llamado Hijos de Manuel Risco, al que en 1879 le fue entregada la mención de proveedor de la Casa Real por Alfonso XII. Juan Ignacio nació en Montellano, porque su madre, Catalina Álvarez Sanz, decidiría tener a sus dos primeros hijos en su localidad natal. Comienza a estudiar Derecho en la Universidad de Granada en Granada y prosigue sus estudios en la Universidad de Sevilla en Sevilla. Termina sus estudios en 1979, año en que viaja a Cerro Muriano a realizar el servicio militar obligatorio. Posteriormente es trasladado a la Jefatura de Artillería de la Segunda Región Militar. Será nombrado escolta del general Giráldez y luego del general De La Calzada. Tras el servicio militar se prepara las oposiciones a la judicatura.

## Trayectoria profesional

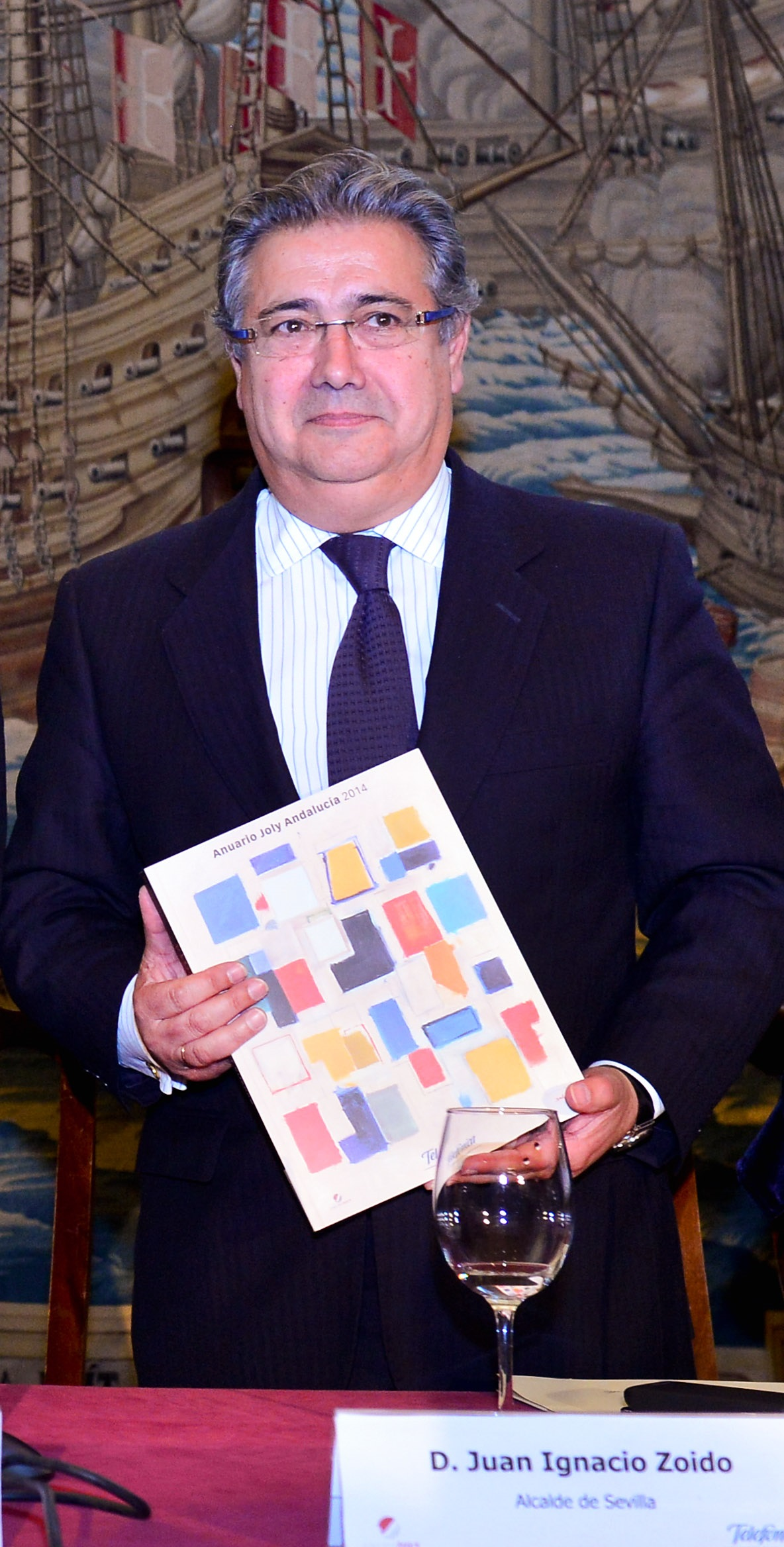
Zoido en un acto del Grupo Joly.

Su trayectoria profesional comienza en 1983 como juez de ascenso destinado en el Juzgado de Distrito de Arrecife de Lanzarote (Las Palmas). Un año después, es promovido a juez de ascenso y destinado al Juzgado de Primera Instancia e Instrucción de Utrera (Sevilla). En 1987 accede a la condición de magistrado, iniciando su nueva etapa profesional en el Juzgado de Primera Instancia e Instrucción número Tres de La Laguna (Tenerife). Regresa a Andalucía en 1987, por concurso de traslado, destinado al Juzgado de Primera Instancia n.º 7 (Familia) de Sevilla. Al crearse en Sevilla los Juzgados de lo Penal, por real decreto de 17 de noviembre de 1989, pasó a ocuparse del Juzgado n.º 7. El 23 de octubre de 1992 es nombrado juez decano de los Juzgados de Sevilla elegido en la Junta General de Jueces. Pasa a ser miembro de la Sala de Gobierno del Tribunal Superior de Justicia de Andalucía y, desde 1996, director general de Relaciones con la Administración de Justicia.

## Trayectoria política
El 24 de mayo de 1996, Juan Ignacio Zoido es nombrado director general de Relaciones con la Administración de Justicia con Margarita Mariscal de Gante como ministra. En 2000 es nombrado delegado del Gobierno en Castilla-La Mancha hasta el año 2002, cuando regresa a Andalucía como delegado del Gobierno. En 2004 pasó a ser secretario general del Partido Popular en Andalucía, cargo que ostenta hasta 2006, vocal de congreso del Comité Ejecutivo Regional, además de ser vocal electo del Comité Ejecutivo Nacional. También es portavoz del Partido Popular en el Ayuntamiento de Sevilla, diputado autonómico, presidente de la Comisión de Cultura del Parlamento de Andalucía y miembro electo del Comité Ejecutivo Nacional del Partido Popular. El 22 de mayo de 2011 ganó las elecciones a la alcaldía de Sevilla con mayoría absoluta, obteniendo 20 concejales de los 33 que forman el consistorio, siendo investido el día 11 de junio de 2011, con los votos de los concejales de su partido, cargo para el que no fue reelegido en 2015. El 4 de noviembre de 2016 fue nombrado ministro de Interior. El 10 de mayo de 2018, durante su periodo como ministro de Interior, la Asociación para la Recuperación de la Memoria Histórica solicitó al Ministerio del Interior que se le retirase la medalla al mérito policial concedida en 1977 a Antonio González Pacheco, antiguo miembro de la policía franquista y que es también conocido como "Billy el Niño" por la utilización de métodos de tortura, dicha petición fue rechazada por Zoido.
Actualmente es europarlamentario adscrito al Grupo Popular Europeo.

## Otros cargos no profesionales
- Tutor de Derecho Civil durante el Curso 1983-1984 en el Centro Asociado de Lanzarote de la Universidad Nacional de Educación a Distancia.
- Colaborador en el Convenio de prácticas suscrito entre el Consejo General del Poder Judicial y la Universidad de Sevilla. Años 1988-1989 y 1989-1990.
- Colaborador en el máster del Instituto Internacional de San Telmo de Sevilla.
- Miembro del Consejo Superior de Seguridad Vial. 1996-2000.
- Miembro de la Comisión Mixta del Consejo General del Poder Judicial. Ministerio de Justicia. 1996-2000.

## Distinciones honoríficas
- Gran Cruz de la Orden de Carlos III. Concedida el 3 de agosto de 2018.[17]
- Cruz distinguida de segunda clase de la Orden de San Raimundo de Peñafort, concedida mientras era Juez de Primera Instancia e Instrucción de Utrera (Sevilla).

Extranjeras
- Gran oficial de la Orden del Infante Don Enrique. Distinción concedida el 3 de diciembre de 2014 por facilitar una mejor iluminación artística para el Pabellón de Portugal de la Exposición Iberoamericana de 1929.[18]

## Publicaciones
- Conferencia Universidad Pontificia de Salamanca. Escuela Superior de Ciencias de la Familia de Sevilla: "Cómo la legislación afronta las distintas situaciones actuales de la pareja”. Marzo de 1993.
- Consejo General del Poder Judicial. Cuadernos de derecho judicial. La nueva delincuencia I: “Protección penal de los consumidores”. 1993.
- Consejo General del Poder Judicial. Cuadernos de derecho judicial. La responsabilidad civil derivado del delito del daño, lucro, perjuicio y la valoración del daño corporal: “Valoración de la vida e integridad física”. 1994.